# Muscisaxicola alpinus
Muscisaxicola alpinus é uma espécie de ave da família Tyrannidae.
Pode ser encontrada nos seguintes países: Colômbia e Equador.
Os seus habitats naturais são: matagal tropical ou subtropical de alta altitude e campos de altitude subtropicais ou tropicais.